# Abysmal Growls of Despair
Abysmal Growls of Despair ist eine 2013 gegründete Dark-Ambient- und Funeral-Doom-Band.

## Geschichte
Abysmal Growls of Despair ist ein Soloprojekt des französischen Musikers ‚Hangsvart‘. ‚Hangsvart‘, der neben Abysmal Growls of Despair in diversen Metal- und Post-Industrial-Bands und -Projekten aktiv ist. Abysmal Growls of Despair gilt als sein ältestes und aktivstes Projekt. Es veröffentlichte seit 2013 eine Vielzahl an Alben, zum Teil mehrere innerhalb eines Jahres. Hierbei kooperierte ‚Hangsvart‘ mit Firmen wie Frozen Light Records, More Hate Productions, Silent Time Noise, Satanath Records oder GS Productions. Hinzukommend beteiligte sich Abysmal Growls of Despair an Split-Veröffentlichung mit The Cold View, Until My Funerals Began und In Lacrimaes et Dolor.

## Rezeption
Die Veröffentlichungen des Projektes wurden meist positiv rezensiert. Insbesondere das über Frozen Lights veröffentlichte Split-Album mit The Cold View erhielt breite Aufmerksamkeit und wurde hoch gelobt. Frühe Alben wie das Debüt Eternal Lament aus dem Jahr 2013, Dark Days und Lovecraftian Drone aus dem Jahr 2014, das 2015 erschienene Between my Dead sowie die bereits angeführte, 2015 erschienene Kooperation mit The Cold View Songs of Deepest Skies wurden häufig rezensiert. Spätere Veröffentlichungen wie Worst Putrid Tongue aus dem Jahr 2016 oder das 2019 erschienene Sentir le Poids des Montagnes et Trouver la Paix Dans les Ténèbres wurden indes geringer beachtet. Einige der im Selbstverlag veröffentlichten Alben und EPs, die meist als Download via Bandcamp erschienen, erfuhren keine Rezeption. Negative Wertungen erfuhren Veröffentlichungen nur vereinzelt.

## Stil
Die Musik von Abysmal Growls of Despair wird überwiegend dem Funeral Doom zugerechnet, vereinzelte Veröffentlichungen entsprechen jedoch dem Dark Ambient. Das Webzine Doom-Metal.com beschreibt die Musik des Projektes als sehr düster und trostlos. Frühe Veröffentlichungen seinen mit Mistress of the Dead zu vergleichen, doch habe sich die Spielweise von Abysmal Growls of Despair hin zu einer atmosphärischeren und dröhnenderen Variante des Ambient Funeral Doom entwickelt. Als solcher wird die Musik in einer Rezension des Webzines Metaltalks.de mit The Cold View beschreibend verglichen: „Beide Künstler nutzen die gleichen Elemente, um Finsternis und Verzweiflung in den Songs aufkommen zu lassen. Durch extrem tiefe Growls, sich wiederholende Klangelemente und stark verzerrten Gitarrenriffs manifestieren sich diese negativen Gefühle beim Hörer teilweise so stark, dass er sie fast greifen kann. Verstärkt wird dies durch klare, akustische Gitarrenparts[.]“ Ähnlich wurde Between My Dead, mit einer schlechten Bewertung, für Crossfire-Metal.de beschrieben: „Übersteuerte, basslastige Musik und ultraschleppendes Tempo machen den Eindruck, als höre man eine 7“ EP auf 33 statt auf 45 Umdrehungen. Auch der tiefe Growlgesang festigt diese These.“

## Diskografie
- 2013: Eternal Lament (Album, Selbstverlag, Re-Release 2016 via Silent Time Noise und Frozen Light Records)
- 2014: Nothing More Humane (EP, Selbstverlag)
- 2014: Dark Days (Album, Selbstverlag, Re-Release 2014 via Satanath Records)
- 2014: Abyss (Album, Le Crépuscule du Soir Productions)
- 2014: Lovecraftian Drone (Album, Selbstverlag, Re-Release 2015 via Barbatos Productions)
- 2014: In Memoriam (Split-Album mit Until My Funerals Began und In Lacrimaes et Dolor, GS Productions)
- 2015: Songs of Deepest Skies (Split-Album mit The Cold View, Frozen Light Records)
- 2015: Ci-Gît (EP, Selbstverlag)
- 2015: Between My Dead (Album, Satanath Records)
- 2015: Monde Agonisant (EP, Selbstverlag)
- 2016: Ereshkigal (EP, Selbstverlag)
- 2016: Carnassier – Armand d’Estebaie (EP, Selbstverlag)
- 2016: Loutre-blanc (Album, Selbstverlag)
- 2016: Never Again (Album, Selbstverlag)
- 2016: Worst Putrid Tongue (Album, Symbol of Domination Prod./More Hate Productions)
- 2016: Voices for Mountains (EP, Selbstverlag)
- 2017: Crypt of Demons (Album, Selbstverlag)
- 2017: Disgust for Mankind (Album, Selbstverlag)
- 2017: Irkalla Kur (Album, Selbstverlag)
- 2017: Primordial Entity of Gravity (Album, Selbstverlag)
- 2018: Être terre avant de naître (EP, Selbstverlag)
- 2018: La nuit dernière, lorsque ton esprit se consumait, il y avait un monde dans tes cris (Album, Selbstverlag)
- 2018: Conversation with Earth (Album, Selbstverlag)
- 2018: Purpose Revealed (Album, Selbstverlag)
- 2018: Guardians of Irkalla Kur (Album, Selbstverlag)
- 2019: La forêt hors du temps (Album, Selbstverlag)
- 2019: Ladaraan Ognash, Betlharn Molgaroth (Album, Selbstverlag)
- 2019: Sentir le Poids des Montagnes et Trouver la Paix Dans les Ténèbres (Album, Blue Tapes)
- 2020: Phobophage (Album, Selbstverlag)
- 2020: Eternity Lies Blackened (Album, Silent Time Noise)
- 2022: Inner Earth (Album, Selbstverlag)
- 2023: Herald of Chaos (Album, Selbstverlag)
- 2024: Inearthed (Album, Selbstverlag)